# Dharampur
Dharampur là một thành phố và khu đô thị của quận Valsad thuộc bang Gujarat, Ấn Độ.

## Địa lý
Dharampur có vị trí 20°32′B 73°11′Đ / 20,53°B 73,18°Đ Nó có độ cao trung bình là 74 mét (242 feet).

## Nhân khẩu
Theo điều tra dân số năm 2001 của Ấn Độ, Dharampur có dân số 19.932 người. Phái nam chiếm 52% tổng số dân và phái nữ chiếm 48%. Dharampur có tỷ lệ 67% biết đọc biết viết, cao hơn tỷ lệ trung bình toàn quốc là 59,5%: tỷ lệ cho phái nam là 73%, và tỷ lệ cho phái nữ là 60%. Tại Dharampur, 12% dân số nhỏ hơn 6 tuổi.